# Niños Héroes

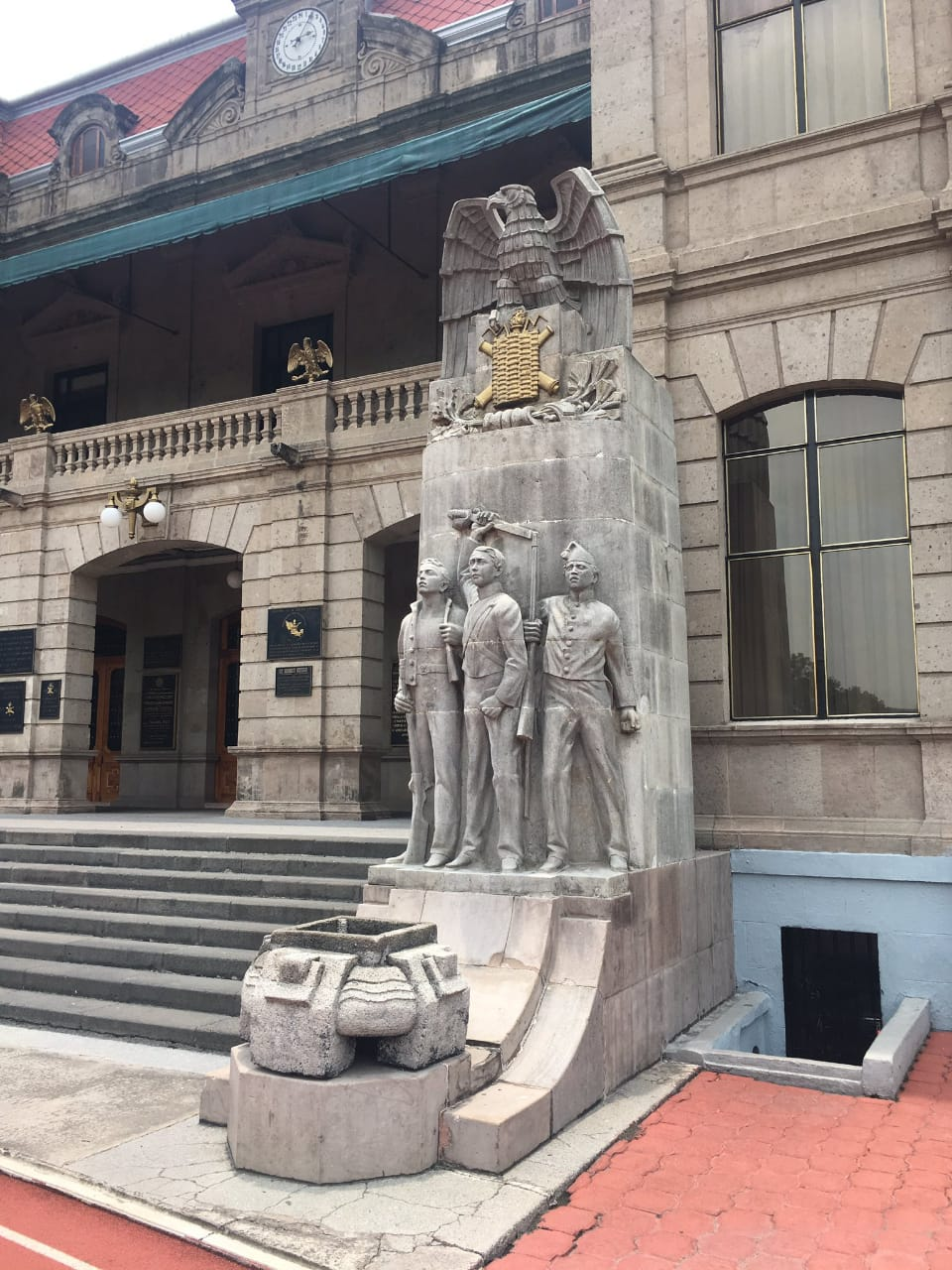
Monumento a los Niños Héroes en el Heroico Colegio Militar de Popotla. Fue construido en 1926 por el directo Vicente Mendiola y el escultor Ignacio Asúnsolo.

Los Niños Héroes fueron un grupo de cadetes mexicanos que murieron en la Batalla de Chapultepec el 13 de septiembre de 1847 durante la Intervención estadounidense en México. La historia oficial posterior, por primera vez en 1852 y con mayor notoriedad en el Porfiriato y en 1947, deformó los hechos en distintas etapas con fines nacionalistas para destacarlos, mucho de lo cual se erigió bajo la forma de un mito heroico. Desde la segunda mitad del siglo XIX se colocó bajo esta denominación a 6 cadetes del Ejército Mexicano: Agustín Melgar, Fernando Montes de Oca, Francisco Márquez, Juan de la Barrera, Juan Escutia y Vicente Suárez.
El argumento principal del acto heroico históricamente conformado descansa en que estos seis cadetes y otros 40 habían recibido la orden de Nicolás Bravo de abandonar el Castillo de Chapultepec, por entonces sede del Colegio Militar, y sus alrededores. Sin embargo, decidieron quedarse a defender la plaza ante el avance del Ejército de los Estados Unidos.
Diversos pasajes de ese relato se han colocado en el imaginario social como hechos auténticos sin tener sustento histórico alguno, entre los que se cuentan la participación de los seis cadetes en el hecho de armas, de lo cual solo se tiene plena certeza en el caso de Melgar, Montes de Oca y Suárez. Asimismo, dentro del mismo relato heroico y con el paso de los años y muchas décadas después, fueron incluyéndose detalles ficticios, tales como que estos cadetes fueron los últimos en morir en la batalla, que ante la carencia de municiones mataron a bayoneta calada a soldados estadounidenses, y quizá el más popular en México, que Melgar, luego Montes de Oca y finalmente Juan Escutia al ver perdido todo, se lanzó al vacío envuelto en la bandera mexicana para impedir que los estadounidenses se apoderaran de ella y murió en los riscos de las faldas del cerro de Chapultepec.
Investigaciones de 1947 hechas por el Ejército Mexicano, las cuales carecen de respaldo documental público y de protocolo científico, identificaron siete cráneos en los llamados Ahuehuetes de Miramón como los de los cadetes, los cuales fueron colocados por medio de ceremonias oficiales en el Altar a la Patria, un monumento en las faldas del castillo, junto a los del coronel Felipe Santiago Tetlalmatzin Saldaña, quien pasó a la historia conocido como Xicoténcatl. No existe una certeza científica de que estos restos pertenezcan, en efecto, a los cadetes.

## Antecedentes

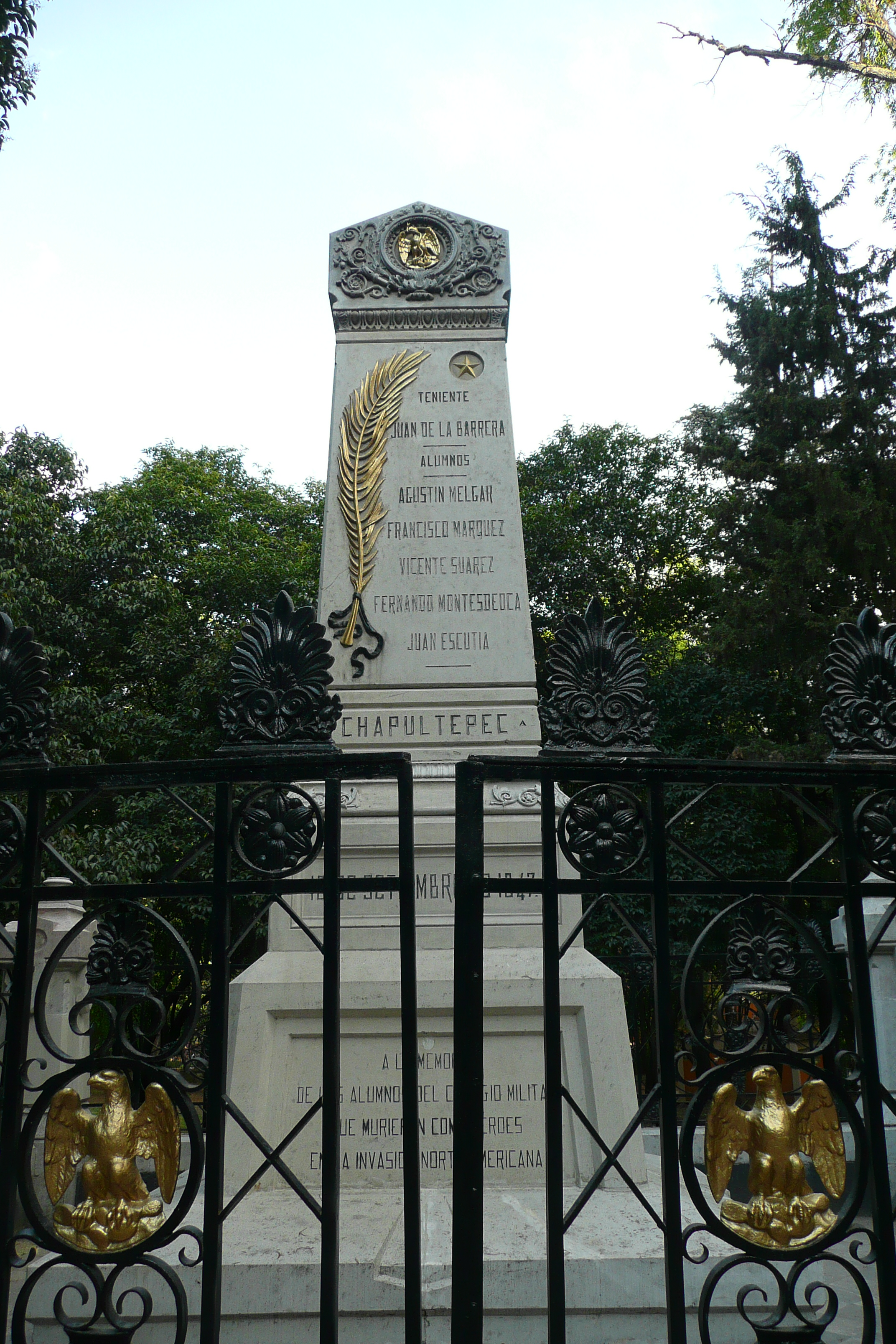
Obelisco conmemorativo de los cadetes y personal del Colegio Militar que participaron en la Batalla de Chapultepec.

Luego de haberse solicitado la entrada a la Federación Estadounidense del estado de Texas por parte de los colonos y emigrantes ilegales anglosajones que la habían separado de la República Centralista Mexicana en 1837, bajo el pretexto de solicitar su separación del estado de Coahuila  y constitución como un estado federado y por ende de la restitución de la Constitución Federal Mexicana de 1824 y que para el momento se había proclamado como la República de Texas, el gobierno mexicano rompió relaciones con los EE. UU. al declararse su ingreso a la Federación Estadounidense.
Es entonces que el gobierno de los EE. UU. manda tropas a la zona norte del Río Bravo para asegurar la franja de territorio que estaba en disputa entre el estado de Texas y el gobierno mexicano, ya que este último solo reconocía como frontera el río Nueces ubicado más al norte. Estas tropas crearon una serie de fuertes en la zona, en la cual se darían varios encuentros con patrullas del Ejército del Norte del Ejército Nacional Mexicano.
Es así como el gobierno estadounidense renueva sus solicitudes al gobierno mexicano para pactar la venta de los territorios del norte de México, pero al recibir las negativas de este, empieza una serie de preparaciones gubernamentales y privadas como fueron la toma de la ciudad de San Francisco en 1845 y la inmigración ilegal de miembros de la Iglesia Mormona al Lago Salado que pertenecía al territorio mexicano de Nuevo México en 1846 y que posteriormente se convirtió en el territorio de la actual Utah.
Declarada la guerra por parte de EE. UU. el 25 de julio de 1846, luego del Sitio de la Fortaleza Texas al norte del Río Bravo, y por parte de México el 23 de mayo de 1846, se iniciaron una serie de expediciones por parte del ejército regular de los EE. UU. en los territorios del norte para apoyar las insurrecciones que emigrantes ilegales anglosajones realizaron en varios de los pueblos mexicanos de California y Nuevo México, declarando el territorio como repúblicas independientes para su inmediata anexión a los Estados Unidos. Debido al bajo número y la poca preparación de las fuerzas mexicanas, estas expediciones fueron exitosas, pero para poder asegurar la posesión de los territorios debieron empezar con expediciones sobre las ciudades de Monterrey y la Ciudad de México, para evitar el envío de fuerzas regulares al norte. En este momento, el ejército de los EE. UU., bajo el mando de Winfield Scott, toma el puerto de Veracruz y continúa por el camino que llamaron la Ruta de Cortés. Como respuesta, el Ejército Nacional fortifica el Peñón del Marqués, en la actual Calzada Ignacio Zaragoza, ya que para la fecha era la entrada natural al oriente de la ciudad entre los lagos de Texcoco y Xochimilco, pero las fuerzas estadounidenses toman el camino más largo, rodeando por el sur la Sierra de Santa Catarina, lugar donde se darían la Batalla de Churubusco y la Batalla de Padierna.

## La batalla de Chapultepec

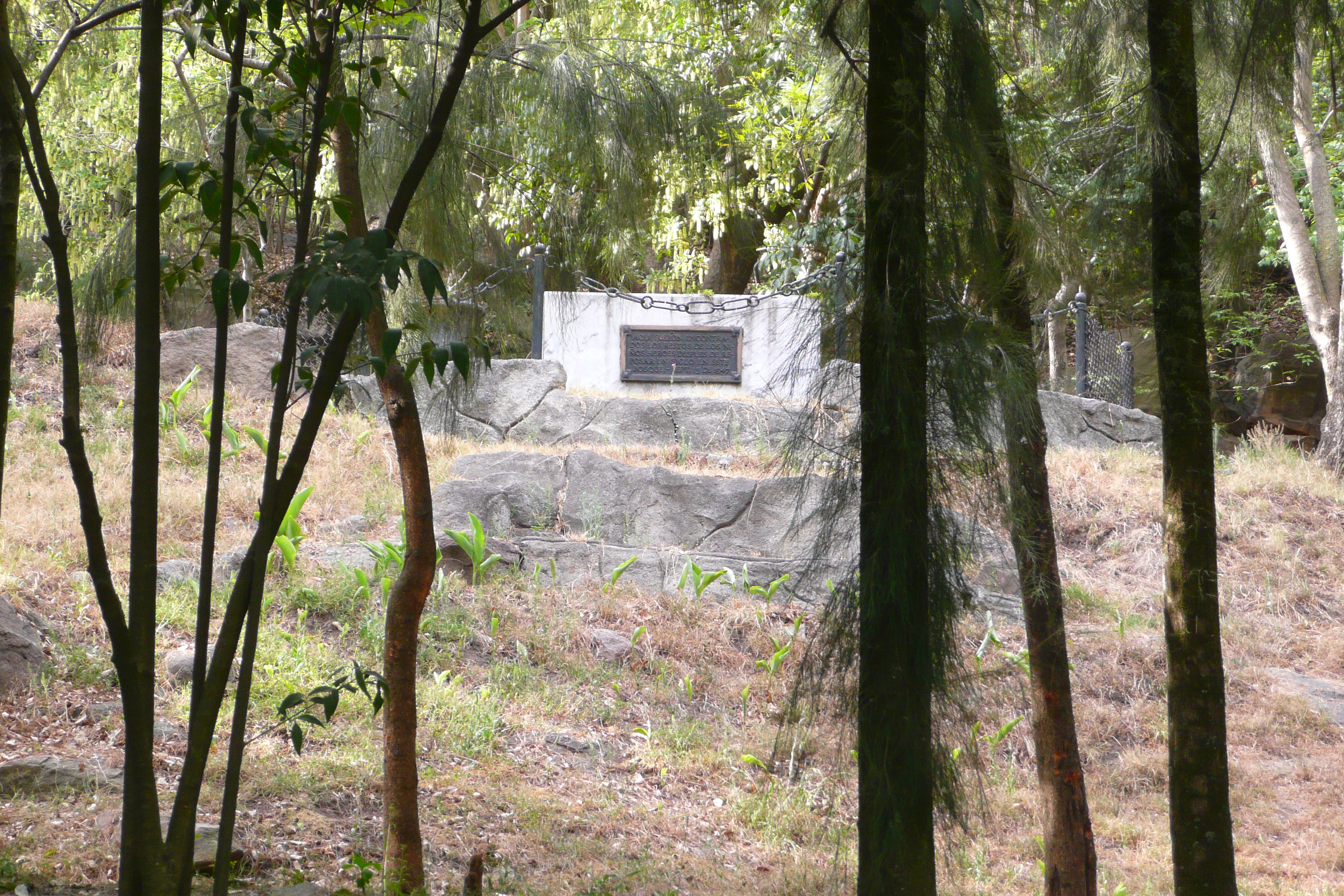
Placa y lugar donde fueron hallados los restos de seis combatientes en Chapultepec en 1947.

Considerando que en esa época la Ciudad de México estaba fortificada por una serie de canales y puertas que servían como aduana de la ciudad, la entrada más adecuada era por Chapultepec ya que el terreno estaba para la época seco (al contrario del norte, oriente y sur donde aún había lagos y zonas pantanosas). Por lo tanto, el gobierno hizo fortificar el cerro de Chapultepec que para la época servía como almacén de pólvora y Colegio Militar mientras que la fábrica de pólvora de Santa Fe fue desalojada para evitar un ataque a la misma aunque luego fue destruida por las fuerzas estadounidenses.
Como las instalaciones del Colegio servirían de cuartel general, el coronel Nicolás Bravo ordenó desalojar a todos los cadetes que en sus diferentes grupos tenían edades comprendidas entre los 12 y 19 años. Muchos obedecieron, otros fueron llevados por sus familias y solo 46 cadetes solicitaron quedarse para defender su plantel. A este grupo se unieron varios cadetes recientemente graduados, los cuales aún no recibían una asignación en el Ejército Nacional, además de 19 miembros de la administración incluidos el director, instructores, maestros, y hasta el despensero del plantel militar.
En septiembre de 1847, varios grupos del Ejército del Norte que se había retirado bajo las órdenes de Antonio López de Santa Anna se fortificaron en los alrededores del bosque y cerro de Chapultepec. El ejército estadounidense mientras tanto tomó el palacio del Ex Arzobispado en Tacubaya como base de operaciones y llevó a cabo parte del proceso marcial contra los integrantes del Batallón de San Patricio. El día 11 avanzaron y tomaron la casamata ubicada al poniente del bosque, el día 12 bombardearon el Castillo de Chapultepec y otras posiciones y finalmente, el 13 de septiembre, la infantería estadounidense tomó por asalto el castillo desde el sur y el poniente del cerro, del cual se habían apoderado por la tarde, avanzando hasta la Garita de Belén, donde fueron detenidos por las fuerzas mexicanas que se habían replegado a La Ciudadela para preparar la defensa de la ciudad, pero en la noche recibieron la orden de abandonar la ciudad por parte de Santa Anna, quien no había participado en la batalla.
El ejército estadounidense finalmente tomó el control del Castillo de Chapultepec, arriando la bandera mexicana del colegio.
El 15 de septiembre, ya tomada de forma pacífica la Ciudad de México, el ejército estadounidense busca a los heridos tirados en el campo de batalla, reúne los cuerpos de sus muertos, y permite lo mismo a civiles y prisioneros de guerra mexicanos quienes usan las trincheras como tumbas comunes ya que muchos de los combatientes estaban lejos de su lugar de origen. Por su parte, EE. UU. sepulta a sus muertos en un terreno ubicado en las esquinas de Circuito Interior y Calzada de Tacubaya, el cual es declarado como un parque monumento por el gobierno estadounidense y hoy en día forma parte de la embajada de los Estados Unidos.

## Lista de cadetes, oficiales y prisioneros heridos

Diseño básico del anverso de la medalla dada a los combatientes mexicanos que participaron los días 12 y 13 de septiembre de 1847 en la Batalla de Chapultepec durante la Intervención estadounidense en México y que se puede apreciar en los retratos oficiales de los Niños Héroe

El parte oficial[cita requerida] y el obelisco conmemorativo ubicado al pie del cerro de Chapultepec registra los siguientes nombres.

### Prisioneros de la 1.ª Compañía
Capitán Domingo Alvarado; Tenientes José Espinosa, Agustín de la Peza; Cabo José T. de Cuéllar; Tambor Simón Álvarez; Cadetes Francisco Molina, Mariano Covarrubias, Bartolomé Díaz León, Ignacio Molina, Antonio Sierra, Justino García, Lorenzo Pérez Castro, Agustín Camarena, Ignacio Ortiz, Manuel Ramírez Arellano, Carlos Bejarano, Isidro Hernández, Esteban Zamora, Santiago Hernández, Ignacio Burgoa Lagos y Ramón Rodríguez Arangoiti.

### Prisioneros de la 2.ª Compañía
Teniente Joaquín Argaez; Sargento 2.º Teófilo Noris; Corneta Antonio Rodríguez; Cadetes alumnos Joaquín Moreno, Pablo Banuet, Ignacio Valle, Francisco Leso, Antonio Sola, Sebastián Trejo, Luis Delgado, Ruperto Pérez de León, Cástulo García, Feliciano Contreras, Francisco Morelos, Miguel Miramón, Gabino Montesdeoca, Luciano Becerra, Adolfo Unda, Manuel Díaz, Francisco Morel, Vicente Herrera, Onofre Capelo, Magdaleno Yta y Emilio Laurent.

### Prisioneros de la Plana Mayor
Gral. Cor. Dir. Del Colegio Mariano Monterde; Capitán Prof. Francisco Jiménez; Tenientes Manuel Alemán, Agustín Díaz, Luis Díaz, Fernando Poucel; Subteniente Ignacio de la Peza, Amado Camacho, Luis G. Banuet, Miguel Pouncel; Despensero Eusebio Llantadas.

### Heridos

#### Cadetes alumnos
- Andrés Mellado
- Hilario Pérez de León
- Agustín Romero.

Adicionalmente en los días previos durante la batalla de Molino del Rey y el Cadete alumno Alejandro Algándar.

### Lista de cadetes muertos
La lista está integrada por Agustín Melgar, Fernando Montes de Oca, Francisco Márquez, Juan Escutia y Vicente Suárez. Aunque hubo solo 5 cadetes muertos, además de otros heridos y prisioneros, se reconoció a 6 ya que el teniente Juan de la Barrera al momento de la batalla era reciente su graduación y no tenía asignado un puesto en el Ejército Nacional.[cita requerida]

## La formación del mito

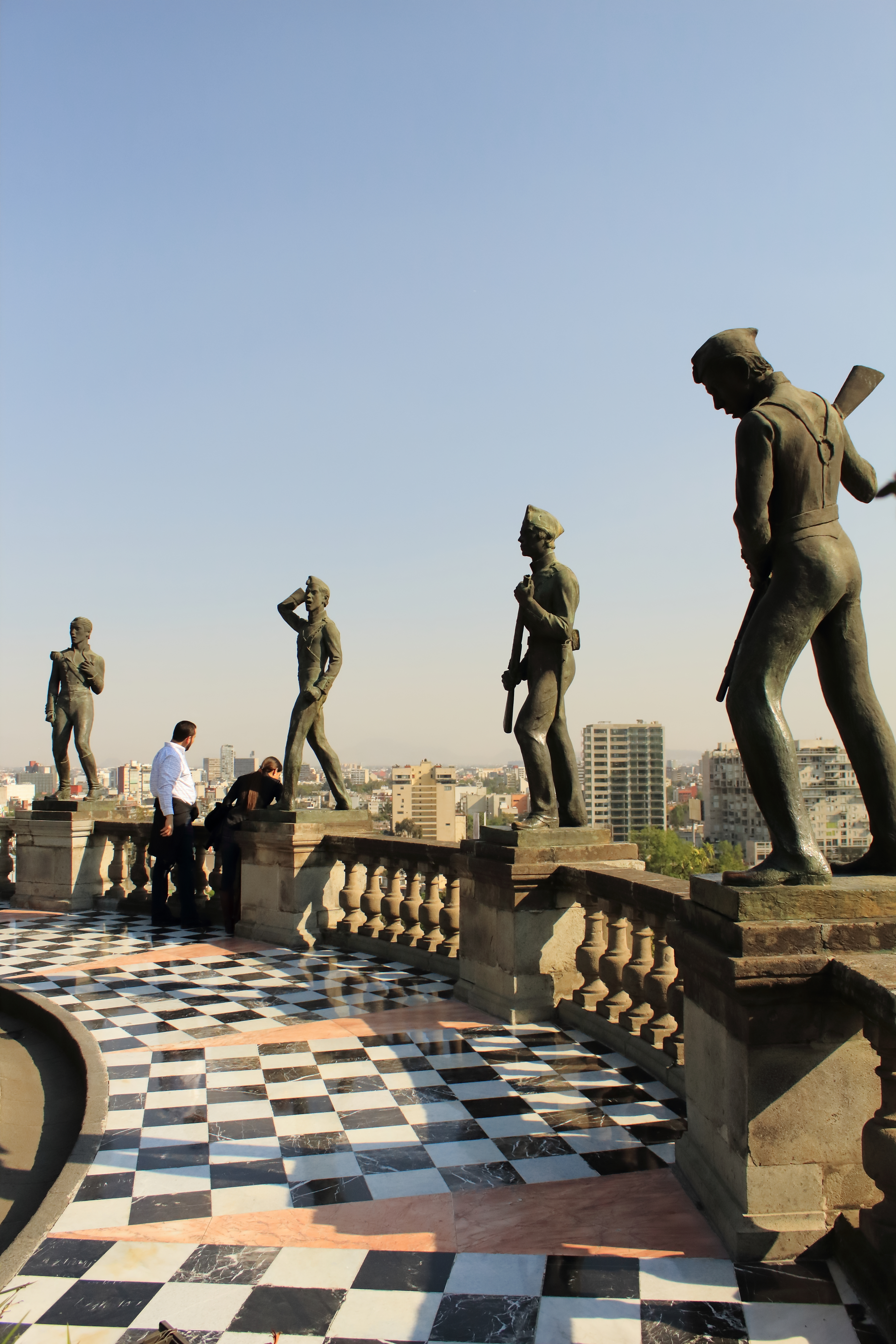
Estatuas de los Niños Héroes en el Castillo de Chapultepec.

Las dos décadas siguientes serán poco específicas con la actuación de los cadetes. En 1847 el parte de guerra menciona la valentía de Melgar, Montes de Oca y Suárez. En 1848 la obra Apuntes para la guerra entre México y los Estados Unidos de Ramón Alcaraz menciona que "algunos alumnos" del Colegio Militar defendían la bandera mexicana. En 1852 el entonces director del Colegio Militar Mariano Monterde recordaría por primera vez a los cadetes que murieron en la batalla como "niños".
En 1878 un grupo de los cadetes sobrevivientes de 1847 formaron la Asociación del Colegio Militar que había sido fundada en 1871 los cuales promovieron ante el gobierno de los generales Porfirio Díaz y Manuel González la celebración de una ceremonia para recordar a los cadetes muertos, heridos y prisioneros en la batalla de Chapultepec, lo que lograron en los años de 1880 y 1881, además construyeron un monumento en forma de obelisco en 1884 bajo la dirección del Arq. Ramón Rodríguez Arangoity que era a su vez un exalumno en 1847, este monumento se situó en el poniente del cerro al sur de la puerta principal del colegio y sobre una de las trincheras que había servido de fosa común para los soldados mexicanos.

### LosNiños Héroes
Derivado de estas narraciones, se inició el reconocimiento de los siguientes personajes:
- Fernando Montes de Oca (edad al morir: 18 años).[15]

Murió en el marco de una puerta la cual defendía, en la cual cayó cuando un soldado estadounidense logró pasar por una ventana y matarle por la espalda.
- El cadete Francisco Márquez (edad al morir: 12 años).

Murió en el castillo cuando un grupo de soldados se le acercó conminándolo a rendirse pero él disparó a uno, a quien mató para luego ser asesinado por los tiros de otros.
- El teniente del Cuerpo de Ingenieros Juan de la Barrera (edad al morir: 19 años con 3 meses).

Murió en la defensa del hornabeque ubicado al sur del cerro, en donde luego fueron encontrados seis cadáveres que fueron identificados como los Niños Héroes.
- Juan Escutia (edad al morir: 20 años).

Según el historiador José Manuel Villalpando no era cadete, como se ha demostrado en un estudio reciente, sino seguramente un soldado del batallón de San Blas. Su nombre completo era Juan Bautista Pascasio Escutia Martínez.
Murió en la ladera poniente del cerro, ubicado como tirador en lo alto del acantilado, donde fue herido por una bala y cayó, quedando sobre una roca, a la cual le fue colocada una placa conmemorativa en 1970.
- El cadete Vicente Suárez (edad al morir: 14).

Murió en su puesto de centinela en la escalera de honor peleando a bayoneta contra los estadounidenses.
- El cadete agregado Agustín Melgar (edad al morir: 18).

Murió al día siguiente. Este se había parapetado detrás de unos colchones en el dormitorio del colegio donde, acabado su parque, dispuso su bayoneta en el fusil y se lanzó a la lucha cuerpo a cuerpo, de donde resultó herido de varios disparos y bayonetas.

## Los mitos de los Niños Héroes

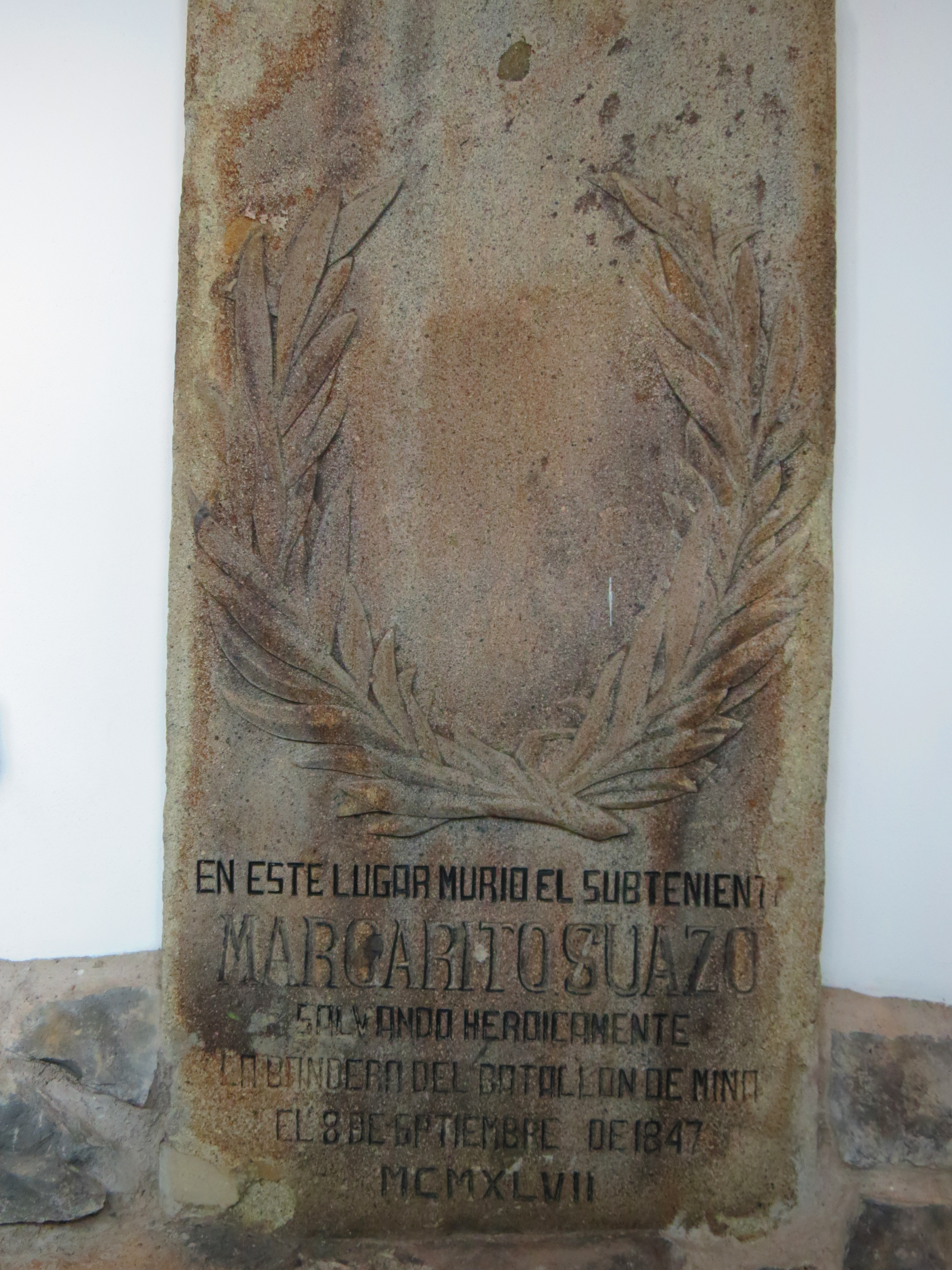
Posteriormente, con el acceso público a la residencia presidencial Los Pinos durante el mandato del presidente López Obrador, se logró constatar que Margarito Suazo fue quien posiblemente creó el rumor del mito; esta placa desgastada parece ser de tiempos de la intervención.

El mito más extendido es el considerarlos niños ya que la mayoría estaba en lo que modernamente considerada adolescencia y temprana adultez, además de que para la época no era infrecuente que a los 15 años los varones se casaran y formaran una familia propia.
El segundo es el mito del suicidio del cadete Juan de la Barrera o Juan Escutia, según sea la fuente que se consulte. El más popular es el segundo, en donde Juan Escutia, envuelto en la bandera nacional que ondeaba en lo alto del Colegio Militar, se lanza y se suicida para evitar que la bandera de México cayera en manos de los estadounidenses; a pesar del enorme simbolismo que ha tenido dentro de la historia mexicana, en realidad esa bandera fue tomada por los estadounidenses y fue trofeo de guerra en la Academia Militar de West Point, para luego ser devuelta a los mexicanos en 1952 (con motivo de la inauguración del Altar a la Patria) junto con otras banderas mexicanas tomadas durante la guerra de 1847, pero siendo especial la tomada ese día.
Aunque en la Batalla del Molino del Rey el 8 de septiembre el capitán del arma de artillería Margarito Zuazo fue llevado herido por soldados estadounidenses a una caballeriza donde encontró bajo unos petates escondida la bandera de su regimiento, la cual queriendo que no cayera en manos de los estadounidenses, la saco de su asta y envolvió bajo su casaca y donde la mantuvo hasta que fue evacuado rumbo a su casa para curarle de sus heridas, en el camino se encontró con un superior al que entregó la bandera, misma que estuvo en la casa del Jefe de División Luis Salcedo. El capitán murió a los seis días por sus heridas.
Al parecer la historia del suicidio nació durante la ceremonia de conmemoración de 1878 cuando Manuel Raz Guzmán en un poema épico en la conmemoración de la Batalla del Molino del Rey, narró en forma poética como Agustín Melgar (y no Juan Escutia o Juan de la Barrera).

…pero tú, Melgar … rodeado de enemigos les disparas tu arma, y no teniendo esperanza, antes que rendirte te envuelves en el pabellón nacional y presentas tu pecho juvenil a las balas del invasor …

Nunca mencionando que se había arrojado y menos que lo hubiera hecho envuelto en la bandera, fue una forma de decir que estaba abrigado y abrigando a la nación, la forma fue gratamente recibida por el público y se fue desarrollando hasta quedar casi como la realidad del hecho, sobre todo por el trabajo de José Peón y Contreras.

## Elementos conmemorativos

### Altar a la Patria

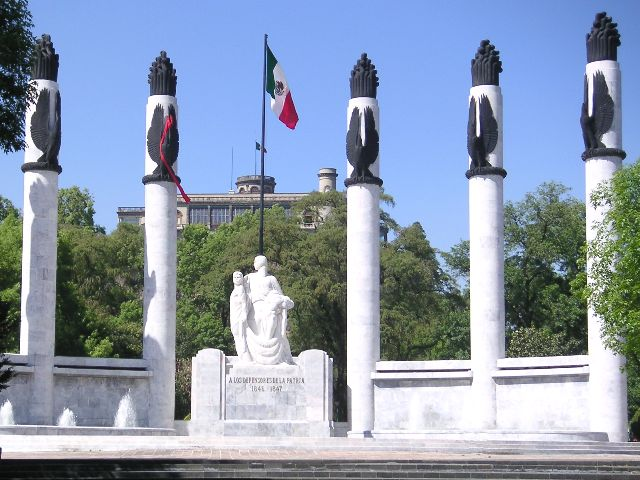
Altar a la Patria confundido como el monumento a los Niños Héroes en el Bosque de Chapultepec.

En 1947 en la ladera del costado sur del cerro de Chapultepec se ubicó una fosa común donde se hallaron seis cuerpos los cuales fueron identificados por el Ejército Mexicano como los pertenecientes a seis cadetes muertos en 1847, los cuerpos fueron exhumados y colocados en urnas, el día 13 de septiembre del mismo año se colocó una placa en el sitio. No existe documentación científica pública respecto a cómo se realizó dicha identificación.
Luego el 27 de septiembre de 1952, luego de varias ceremonias públicas, como guardias de honor en la Plaza de la Constitución por parte de cinco cadetes y un oficial de varias de las academias militares de América, fue inaugurado un monumento planeado por Enrique Aragón Echegaray, este de forma semicircular con seis columnas y emplazado en lo que sería la terminación del Paseo de la Reforma, le fueron colocadas en sus seis columnas las urnas con los restos de un individuo en un nicho construido al efecto en cada columna, además al centro y bajo la estatua principal se ubicaron los restos de Felipe Santiago Tetlalmatzin Saldaña, quien pasó a la historia conocido como Xicoténcatl.
Este monumento está dedicado a los combatientes contra la invasión estadounidense de 1846 a 1848 con la frase:

“A los Defensores de la Patria 1846-1847”

Con el nombre oficial de “Altar a la Patria” se conoce mejor por el popular nombre de “Monumento a los Niños Héroes” y es muy común encontrar en textos oficiales esta equivocación. Por otra parte existe una gran controversia sobre la autenticidad de los restos, ya que al parecer no se llevó a cabo una identificación basada en la ciencia forense o antropológica.

### Billete de 5000 pesos
- Los Niños Héroes aparecían en los billetes de 5000 (antiguos) pesos emitidos en varios años entre 1981 y 1989.[25][26]

### Moneda de 50 pesos
- En los años de 1994 y 1995 se acuñó una moneda de 50 nuevos pesos mexicanos con el centro de plata, dado su contenido en plata, tenían un valor superior a su nominación original. La moneda de 50 nuevos pesos tenía en el anverso a los Niños Héroes: Juan Escutia, Agustín Melgar, Juan de la Barrera, Vicente Suárez, Francisco Márquez y Fernando Montes de Oca.[27]

- En la Ciudad de México, existe una estación del Metro llamada "Niños Héroes" llamada así por ellos.

- Calles de la colonia Condesa cercanas al Castillo de Chapultepec tienen nombre de cada cadete, diversas escuelas, así como monumentos a través de México han sido nombrado por ellos.

### Visita y desagrado en 1947
En 1947, durante la conmemoración del Centenario de La toma de la Capital del país, la Ciudad de México recibió la primera visita oficial del entonces presidente de los Estados Unidos Harry S. Truman, el cual rindió honores a los caídos en la batalla de Chapultepec en un discurso que reconocía la valentía de los Niños Héroes y en el que se afirmaba su vergüenza por los actos cometidos por el ejército estadounidense en esta guerra, haciendo hincapié en que una nación fuerte no tenía derecho a imponer su fuerza en otra más débil y también se colocó una corona floral al pie del obelisco, esto disgustó a varios miembros del ejército y a muchos civiles, por lo que por la noche un par de cadetes del Colegio Militar a caballo llegaron y a galope retiraron la ofrenda arrojándola a la embajada estadounidense.